# Oddział Dniestrowski
Oddział Dniestrowski (ros. Днестровский отряд) – oddział wojskowy Białych podczas wojny domowej w Rosji.
Oddział został sformowany 13 września 1919 r. w Odessie spośród miejscowych ochotników z inicjatywy gen. lejtn. Anatolija N. Rozenszilda von Paulina, który stanął na jego czele. Wchodził w skład Wojsk Obwodu Noworosyjskiego gen. N. N. Szyllinga. Na pocz. października otrzymał nazwę Oddziału Dniestrowskiego. Składał się z Krymskiego Pułku Konnego, Mieszanego Pułku Dragonów, Samodzielnego Mieszanego Batalionu Piechoty i baterii lekkiej artylerii. Jako wsparcie przydzielono mu lekki pociąg pancerny "Noworosja". Oddział od końca października walczył z Ukraińcami, a następnie bolszewikami. Nacierał na kierunku kijowskim w składzie III Samodzielnego Korpusu Armijnego Wojsk Obwodu Noworosyjskiego. 10 listopada zajął Żmerynkę, zaś 14 listopada wszedł do opuszczonego przez wojska ukraińskie Mohylewa Podolskiego. W rejonie Wapniarki zdobył duże zapasy wojskowe, w tym kilka dział. Następnie w wyniku ofensywy wojsk bolszewickich na początku 1920 r., brał udział w walkach odwrotowych do Noworosyjska, gdzie w marcu tego roku jego resztki zostały rozwiązane. Ocalałych żołnierzy ewakuowano na Krym.